# Amelia (Italia)
Amelia es una localidad y comune italiana de la provincia de Terni, región de Umbría, con 11.833 habitantes.

## Evolución demográfica
| Gráfica de evolución demográfica de Amelia entre 1861 y 2001 |
|                                                              |
| Fuente ISTAT - elaboración gráfica de Wikipedia              |